# Segunda fase da Copa Sul-Americana de 2019
A segunda fase da Copa Sul-Americana de 2019 foi disputada entre 21 e 30 de maio. Participaram as 22 equipes classificadas da fase anterior mais as dez equipes transferidas da Copa Libertadores, com os vencedores de cada chave classificando-se para as oitavas de final.
As equipes se enfrentaram em jogos eliminatórios de ida e volta, classificando-se a que somasse o maior número de pontos. Em caso de igualdade em pontos, a regra do gol marcado como visitante seria utilizada para o desempate. Persistindo o empate, a vaga seria definida em disputa por pênaltis.

## Sorteio
Os cruzamentos entre as equipes para essa fase foi definido através de sorteio no Centro de Convenções da CONMEBOL em Luque, no Paraguai, em 13 de maio.
No Pote 1 estavam as dez equipes eliminadas da Copa Libertadores (as oito que finalizaram em terceiro lugar na fase de grupos e as duas melhores eliminadas da terceira fase) mais os seis melhores da fase anterior da Copa Sul-Americana. No Pote 2 estavam as restantes 16 equipes classificadas da primeira fase.
| Pote 1 | Pote 2 |
| --- | --- |
| Atlético Mineiro Atlético Nacional Botafogo Caracas Cerro Colón Deportivo Lara Deportivo Santaní Deportes Tolima Independiente Macará Melgar Palestino Peñarol Sporting Cristal Universidad Católica | Argentinos Juniors Corinthians Deportivo Cali Fluminense Independiente del Valle La Equidad Liverpool Montevideo Wanderers Águilas Doradas River Plate Royal Pari Sol de América Unión Española Unión La Calera Universidad Católica Zulia |

## Resultados
| Chave | Equipe 1                | Total       | Equipe 2             | Ida | Volta |
| ----- | ----------------------- | ----------- | -------------------- | --- | ----- |
| O1    | La Equidad              | 4–1         | Deportivo Santaní    | 2–0 | 2–1   |
| O2    | Independiente del Valle | 7–3         | Universidad Católica | 5–0 | 2–3   |
| O3    | Fluminense              | 4–2         | Atlético Nacional    | 4–1 | 0–1   |
| O4    | Unión Española          | 0–6         | Sporting Cristal     | 0–3 | 0–3   |
| O5    | Argentinos Juniors      | 1–0         | Deportes Tolima      | 1–0 | 0–0   |
| O6    | Montevideo Wanderers    | 1–0         | Cerro                | 0–0 | 1–0   |
| O7    | Universidad Católica    | 6–0         | Melgar               | 6–0 | 0–0   |
| O8    | Unión La Calera         | 1–1 (0–3 p) | Atlético Mineiro     | 1–0 | 0–1   |
| O9    | Sol de América          | 0–5         | Botafogo             | 0–1 | 0–4   |
| O10   | Águilas Doradas         | 3–4         | Independiente        | 3–2 | 0–2   |
| O11   | Corinthians             | 4–0         | Deportivo Lara       | 2–0 | 2–0   |
| O12   | River Plate             | 1–3         | Colón                | 0–0 | 1–3   |
| O13   | Zulia                   | 3–1         | Palestino            | 2–1 | 1–0   |
| O14   | Deportivo Cali          | 1–3         | Peñarol              | 1–1 | 0–2   |
| O15   | Liverpool               | 1–2         | Caracas              | 1–0 | 0–2   |
| O16   | Royal Pari              | 3–3 (gf)    | Macará               | 1–0 | 2–3   |

### Chave O1
| 22 de maio    | La Equidad               | 2 – 0     | Deportivo Santaní | Estádio El Campín, Bogotá |
| 19:30 (UTC−5) | Zapata 28' · Peralta 67' | Relatório |                   | Árbitro: BOL Ivo Méndez   |

| 29 de maio    | Deportivo Santaní | 1 – 2     | La Equidad               | Estádio Defensores del Chaco, Assunção |
| 20:30 (UTC−4) | González 90+1'    | Relatório | Zapata 70' · Peralta 84' | Árbitro: VEN Ángel Arteaga             |

La Equidad venceu por 4–1 no placar agregado.

### Chave O2
| 23 de maio    | Independiente del Valle                                | 5 – 0     | Universidad Católica | Estádio Olímpico Atahualpa, Quito |
| 19:30 (UTC−5) | Cabeza 1', 12' · Pellerano 10' (pen), 20' · Dájome 58' | Relatório |                      | Árbitro: URU Andrés Cunha         |

| 30 de maio    | Universidad Católica                            | 3 – 2     | Independiente del Valle | Estádio San Carlos de Apoquindo, Santiago |
| 20:30 (UTC−4) | Cornejo 23' · Riascos 32' · Preciado 73' (g.c.) | Relatório | Franco 3' · Dájome 85'  | Árbitro: COL Carlos Herrera               |

Independiente del Valle venceu por 7–3 no placar agregado.

### Chave O3
| 23 de maio    | Fluminense                           | 4 – 1     | Atlético Nacional | Estádio do Maracanã, Rio de Janeiro        |
| 21:30 (UTC−3) | João Pedro 2', 8', 33' · Luciano 11' | Relatório | Barcos 17'        | Público: 28 441 Árbitro: CHI Roberto Tobar |

| 29 de maio    | Atlético Nacional | 1 – 0     | Fluminense | Estádio Atanasio Girardot, Medellín |
| 19:30 (UTC−5) | Barcos 3'         | Relatório |            | Árbitro: ARG Patricio Loustau       |

Fluminense venceu por 4–2 no placar agregado.

### Chave O4
| 21 de maio    | Unión Española | 0 – 3     | Sporting Cristal             | Estádio Santa Laura, Santiago   |
| 20:30 (UTC−4) |                | Relatório | Gonzáles 6' · Ortiz 66', 71' | Árbitro: ECU Guillermo Guerrero |

| 28 de maio    | Sporting Cristal                                    | 3 – 0     | Unión Española | Estádio Alejandro Villanueva, Lima |
| 19:30 (UTC−5) | Palacios 26' (pen) · Ortiz 43' · Gonzáles 51' (pen) | Relatório |                | Árbitro: PAR Arnaldo Samaniego     |

Sporting Cristal venceu por 6–0 no placar agregado.

### Chave O5
| 23 de maio    | Argentinos Juniors | 1 – 0     | Deportes Tolima | Estádio Diego Armando Maradona, Buenos Aires |
| 21:30 (UTC−3) | Quintana 90+3'     | Relatório |                 | Árbitro: URU Daniel Fedorczuk                |

| 30 de maio    | Deportes Tolima | 0 – 0     | Argentinos Juniors | Estádio Manuel Murillo Toro, Ibagué |
| 17:15 (UTC−5) |                 | Relatório |                    | Árbitro: BRA Anderson Daronco       |

Argentinos Juniors venceu por 1–0 no placar agregado.

### Chave O6
| 23 de maio    | Montevideo Wanderers | 0 – 0     | Cerro | Estádio Parque Alfredo Víctor Viera, Montevidéu |
| 19:15 (UTC−3) |                      | Relatório |       | Árbitro: ARG Darío Herrera                      |

| 30 de maio    | Cerro | 0 – 1     | Montevideo Wanderers | Estádio Luis Franzini, Montevidéu |
| 19:15 (UTC−3) |       | Relatório | Pastorini 33'        | Árbitro: ARG Facundo Tello        |

Montevideo Wanderers venceu por 1–0 no placar agregado.

### Chave O7
| 21 de maio    | Universidad Católica                                                                     | 6 – 0     | Melgar | Estádio Olímpico Atahualpa, Quito |
| 17:15 (UTC−5) | Carcelén 24' · J. Chalá 30' · Vides 41' (pen) · W. Chalá 56' · B. Oña 77' · Cortéz 90+1' | Relatório |        | Árbitro: VEN Ángel Arteaga        |

| 28 de maio    | Melgar | 0 – 0     | Universidad Católica | Estádio Monumental da UNSA, Arequipa |
| 17:15 (UTC−5) |        | Relatório |                      | Árbitro: BRA Dewson Freitas          |

Universidad Católica venceu por 6–0 no placar agregado.

### Chave O8
| 21 de maio    | Unión La Calera | 1 – 0     | Atlético Mineiro | Estádio Nicolás Chahuán Nazar, La Calera |
| 20:30 (UTC−4) | Lobos 63'       | Relatório |                  | Árbitro: ECU Roddy Zambrano              |

| 28 de maio    | Atlético Mineiro | 1 – 0     | Unión La Calera | Estádio Independência, Belo Horizonte |
| 21:30 (UTC−3) | Alerrandro 69'   | Relatório |                 | Árbitro: URU Daniel Fedorczuk         |

|                                  |       | Penalidades         |  |
| Fábio Santos Luan Leonardo Silva | 3 – 0 | Bou Leyton Larrondo |  |

1–1 no placar agregado, Atlético Mineiro venceu por 3–0 na disputa de pênaltis.

### Chave O9
| 22 de maio    | Sol de América | 0 – 1     | Botafogo | Estádio Luis Alfonso Giagni, Villa Elisa |
| 18:15 (UTC−4) |                | Relatório | Erik 72' | Árbitro: ARG Germán Delfino              |

| 29 de maio    | Botafogo                                                               | 4 – 0     | Sol de América | Estádio Nilton Santos, Rio de Janeiro |
| 19:15 (UTC−3) | Cícero 7' · Luiz Fernando 28' · Gustavo Bochecha 52' · Diego Souza 71' | Relatório |                | Árbitro: URU Esteban Ostojich         |

Botafogo venceu por 5–0 no placar agregado.

### Chave O10
| 21 de maio    | Águilas Doradas                         | 3 – 2     | Independiente              | Estádio Alberto Grisales, Rionegro |
| 19:30 (UTC−5) | Gómez 22' · K. Salazar 46' · Obrian 58' | Relatório | Domínguez 20' · Romero 65' | Árbitro: PAR Éber Aquino           |

| 28 de maio    | Independiente              | 2 – 0     | Águilas Doradas | Estádio Libertadores de América, Avellaneda |
| 19:15 (UTC−3) | Romero 47' · Domínguez 59' | Relatório |                 | Árbitro: PAR Mario Díaz de Vivar            |

Independiente venceu por 4–3 no placar agregado.

### Chave O11
| 23 de maio    | Corinthians                   | 2 – 0     | Deportivo Lara | Arena Corinthians, São Paulo |
| 19:15 (UTC−3) | Vágner Love 59' · Gustavo 72' | Relatório |                | Árbitro: CHI Cristian Garay  |

| 30 de maio    | Deportivo Lara | 0 – 2     | Corinthians                   | Estádio Metropolitano, Cabudare |
| 16:00 (UTC−4) |                | Relatório | Júnior Urso 32' · Sornoza 54' | Árbitro: COL Wilmar Roldán      |

Corinthians venceu por 4–0 no placar agregado.

### Chave O12
| 21 de maio    | River Plate | 0 – 0     | Colón | Estádio Centenario, Montevidéu   |
| 19:15 (UTC−3) |             | Relatório |       | Árbitro: PAR Mario Díaz de Vivar |

| 28 de maio    | Colón                                      | 3 – 1     | River Plate | Estádio Cementerio de Elefantes, Santa Fé |
| 19:15 (UTC−3) | Bernardi 17' · Morelo 24' · Leguizamón 85' | Relatório | Da Luz 15'  | Árbitro: BRA Ricardo Marques              |

Colón venceu por 3–1 no placar agregado.

### Chave O13
| 22 de maio    | Zulia           | 2 – 1     | Palestino  | Estádio El Pachencho, Maracaibo |
| 16:00 (UTC−4) | Moya 12', 90+4' | Relatório | Díaz 90+2' | Árbitro: COL Gustavo Murillo    |

| 29 de maio    | Palestino | 0 – 1     | Zulia               | Estádio Nacional, Santiago  |
| 18:15 (UTC−4) |           | Relatório | Hernández 77' (pen) | Árbitro: ECU Roddy Zambrano |

Zulia venceu por 3–1 no placar agregado.

### Chave O14
| 22 de maio    | Deportivo Cali | 1 – 1     | Peñarol          | Estádio Deportivo Cali, Palmira |
| 17:15 (UTC−5) | Rodríguez 90'  | Relatório | G. Rodríguez 62' | Árbitro: BRA Anderson Daronco   |

| 29 de maio    | Peñarol                    | 2 – 0     | Deportivo Cali | Estádio Campeón del Siglo, Montevidéu |
| 19:15 (UTC−3) | Canobbio 49' · Gargano 72' | Relatório |                | Árbitro: ARG Néstor Pitana            |

Peñarol venceu por 3–1 no placar agregado.

### Chave O15
| 22 de maio    | Liverpool  | 1 – 0     | Caracas | Estádio Luis Franzini, Montevidéu |
| 21:30 (UTC−3) | Bajter 89' | Relatório |         | Árbitro: BRA Rodolpho Toski       |

| 28 de maio    | Caracas                     | 2 – 0     | Liverpool | Estádio Olímpico da UCV, Caracas |
| 16:00 (UTC−4) | Arrieta 63' · Andreutti 81' | Relatório |           | Árbitro: COL Nicolás Gallo       |

Caracas venceu por 2–1 no placar agregado.

### Chave O16
| 21 de maio    | Royal Pari   | 1 – 0     | Macará | Estádio Ramón Tahuichi Aguilera, Santa Cruz |
| 18:15 (UTC−4) | Mosquera 48' | Relatório |        | Árbitro: PER Michael Espinoza               |

| 29 de maio    | Macará                                                     | 3 – 2     | Royal Pari                | Estádio Bellavista, Ambato |
| 19:30 (UTC−5) | De La Cruz 21' (pen) · Corozo 28' · Ciampichetti 83' (pen) | Relatório | Milano 33' · Chávez 90+4' | Árbitro: VEN José Argote   |

3–3 no placar agregado, Royal Pari avançou pela regra do gol fora de casa.